# Araneus mbogaensis
Araneus mbogaensis là một loài nhện trong họ Araneidae.
Loài này thuộc chi Araneus. Araneus mbogaensis được Embrik Strand miêu tả năm 1913.